# Charles François Bicquilley
Charles François Bicquilley (Toul, 20 agosto 1738 – Toul, 21 dicembre 1814) è stato un militare, filosofo e matematico francese.

Du calcul des probabilités, 1783 (Fondazione Mansutti, Milano).

Fu guardia del corpo di Luigi XIV, ma svolse a lungo studi di matematica. Scrisse una Théorie élémentaire du commerce nel 1804, dando particolare importanza alla determinazione dei prezzi. Insieme a Silvestre François Lacroix vinse un premio dell'Académie des sciences nel 1787, promosso da Nicolas de Condorcet.
Bicquilley scrisse anche il saggio Du calcul des probabilités dedicato al lancio dei dadi, al gioco delle carte e la speranza matematica. L'opera è stata fondamentale per due studiosi come Isaac Todhunter e John Maynard Keynes, citato da quest'ultimo nel suo Treatise on probability del 1921. Altre edizioni della stessa opera sono del 1805 e una ristampa completa nel 1995.